# Dorset (dystrykt)
Dorset – dystrykt typu unitary authority obejmujący większą część hrabstwa ceremonialnego Dorset, w Anglii.
Utworzony został 1 kwietnia 2019 roku w wyniku połączenia dystryktów niemetropolitalnych East Dorset, North Dorset, Purbeck, West Dorset oraz Weymouth and Portland i jednoczesnej likwidacji hrabstwa niemetropolitalnego Dorset.
Powierzchnia dystryktu wynosi 2491,2 km², liczba ludności 365 133 (2011).